# Olympische Jugend-Sommerspiele 2018/Teilnehmer (Suriname)
| Gelbes Symbol für Goldmedaillen mit stilisierten Olympischen Ringen | Graues Symbol für Silbermedaillen mit stilisierten Olympischen Ringen | Braundes Symbol für Bronzemedaillen mit stilisierten Olympischen Ringen |
| ------------------------------------------------------------------- | --------------------------------------------------------------------- | ----------------------------------------------------------------------- |
| —                                                                   | —                                                                     | —                                                                       |

Die Jugend-Olympiamannschaft aus Suriname für die III. Olympischen Jugend-Sommerspiele vom 6. bis 18. Oktober 2018 in Buenos Aires (Argentinien) bestand aus drei Athleten.

## Athleten nach Sportarten

### Leichtathletik
| Mädchen - Monifah Latavia Djoe Dreisprung: 13. Platz | Jungen - Navaro Aboikonie Weitsprung: 12. Platz |

### Schwimmen
Jungen
- Yael Touw
50 m Schmetterling: 44. Platz
100 m Schmetterling: 36. Platz